# La Mata (Dominikana)
La Mata – miasto w Dominikanie, w prowincji Sánchez Ramírez.